# Robert Ghanem
Robert Iskandar Ghanem (ur. 18 czerwca 1942, zm. 10 lutego 2019)  – libański prawnik i polityk, katolik-maronita, syn generała Iskandara Ghanema, wieloletni deputowany Zgromadzenia Narodowego Libanu, minister edukacji w drugim rządzie Rafika Haririego.